# Língua manao
O manao é uma língua extinta da família linguística arawak falada no Brasil.

## Vocabulário
Vocabulário manao (flora, fauna e artefatos culturais) coletado por Barcelos (1831) e von Spix:
| Português           | Manao                                     |
| ------------------- | ----------------------------------------- |
| mucura              | uwajali                                   |
| tamanduá            | juni                                      |
| preguiça            | awü                                       |
| tatu grande         | iweti                                     |
| paca                | gaa                                       |
| cutia               | ba(i)jua                                  |
| cutiuaia            | adili                                     |
| esquilo             | meeri                                     |
| rato                | körü                                      |
| anta                | keema                                     |
| queixada            | aija                                      |
| caititu             | abiádʒi                                   |
| veado               | majuli                                    |
| quati               | kaabi                                     |
| lontra              | inewi                                     |
| onça                | hakurana                                  |
| cão                 | idi / üdi                                 |
| zogue-zogue         | okukule                                   |
| macaco-prego        | uawa                                      |
| cuxiu               | witʃa                                     |
| morcego             | pirö                                      |
| boto                | hunari                                    |
| peixe-boi           | jabɨna                                    |
| pato                | uwai                                      |
| marreca             | wanana                                    |
| pomba               | ulúju                                     |
| juruti              | e’i                                       |
| mutum               | awátuköri                                 |
| urumutum            | atʃiri                                    |
| galo                | kalaka                                    |
| urubu               | w(u)au                                    |
| gavião-real         | kukui                                     |
| arara-vermelha      | umadua                                    |
| arara-amarela       | kajalu                                    |
| papagaio            | weu                                       |
| jacamim             | dolitʃami                                 |
| inambu              | mami                                      |
| jacaré              | atule                                     |
| jabuti              | ikúli                                     |
| tartaruga           | méta                                      |
| cabeçudo            | (u)wa                                     |
| tracajá             | talikaja                                  |
| peixe               | baikötʃiiki                               |
| piraíba             | (u)waitʃawana                             |
| pirarara            | duma                                      |
| surubim             | kulöri                                    |
| pirarucu            | mejauü                                    |
| mutuca              | erekury (Spix)                            |
| cuia                | jamalu                                    |
| cabaça / melancia   | jölölu                                    |
| coca                | hipadu                                    |
| cará                | ödüru                                     |
| mandioca            | kanɨri                                    |
| maniva              | kanikati                                  |
| farinha             | khönökhünödü                              |
| beiju               | abutu                                     |
| tapioca             | ɨkaiwati                                  |
| capim               | kalauü                                    |
| milho               | awati                                     |
| banana              | banala                                    |
| feijão              | athataɨku                                 |
| guaraná             | töwe                                      |
| tabaco              | aili                                      |
| cachimbo (fumar?)   | -itʃakörü                                 |
| arco                | kulapa                                    |
| flecha              | palátakö                                  |
| bruxo               | apa(i)liátiri / maly (Spix)               |
| buzina              | kuama                                     |
| canoa               | iitʃa                                     |
| caxiri              | kolua                                     |
| demônio             | kamanja / kamainha (Spix) + saráwa (Spix) |
| Deus                | Wemekeer / Mawary (Spix)                  |
| faca                | malie                                     |
| machado             | eethi                                     |
| pote                | humeeki                                   |
| camuti              | -olawa                                    |
| ralo                | dága                                      |
| rede                | -khira                                    |
| zarabatana          | julua                                     |
| dardo de zarabatana | ɨkö, julua                                |